# Леонардув (Люблінське воєводство)
Леонардув (пол. Leonardów) — село в Польщі, у гміні Серокомля Луківського повіту Люблінського воєводства.
Населення — 144 особи (2011).
У 1975-1998 роках село належало до Седлецького воєводства.

## Демографія
Демографічна структура станом на 31 березня 2011 року:
|          | Загалом | Допрацездатний вік | Працездатний вік | Постпрацездатний вік |
| -------- | ------- | ------------------ | ---------------- | -------------------- |
| Чоловіки | 64      | 18                 | 42               | 4                    |
| Жінки    | 80      | 18                 | 42               | 20                   |
| Разом    | 144     | 36                 | 84               | 24                   |